# Johannes Fuchs (városbíró)
Johannes Fuchs (16. század) aranyműves, Brassó városbírója. Szolgálata egybeesett Johannes Honterus reformátori munkásságával. Egyes magyar forrásokban Fuchs János néven jelenik meg.

## Élete
Apja nyomdokaiba lépve kitanulta az ötvösséget; 1521-ben az ötvös céh mestereként említik, 1523-ban pedig városi tanácsosként. Ez utóbbi minőségében többször részt vett az erdélyi országgyűlésen és az erdélyi szász univerzitás gyűlésein, és többször járt követségben I. Ferdinánd magyar királynál. Lukas Hirscher (III.) városbíró 1541 áprilisában bekövetkezett halála után Johannes Fuchsot, Hirscher helyettesét nevezték ki városbírónak, mely szerepet közel négy éven keresztül, 1544 végéig töltötte be.
Fuchs terminusa idején Johannes Honterus megreformálta a Barcaságot, és újjászervezte a brassói iskolarendszert. Fuchs jóváhagyásával és támogatásával Honterus 1542. október 3-án eltörölte a katolikus misét, és bevezette az evangélikus istentiszteletet. Fuchs ezenfelül gondoskodott Honterus Formula Reformationis művének kinyomtatásáról és annak a többi szász városba való eljuttatásáról. Fráter György az országgyűlés elé idézte Honterust, de a megtorlástól való félelem miatt Honterus helyett Fuchs ment el a kihallgatásra, majd bántatlanul hazatért.
Honterus könyvkiadói munkásságához papírra volt szükség, így Johannes Fuchs és ifj. Johannes Benkner 1546-ban létrehozta a brassói papírmalmot, mely nemcsak Brassót, hanem Erdély és Havasalföld nagy részét is ellátta papírral.
1547-ben Johannes Fuchs és neje egy menhelyet alapított a templomudvari paplak mellett a szegények számára.